# حمزة علاء
حمزة علاء (مواليد 1 مارس 2001) هو لاعب كرة قدم مصري يلعب في مركز حارس المرمى مع نادي بورتيمونينسي في الدوري البرتغالي كما أنه حارس مرمى مع المنتخب المصري تحت 23 عام. 

## الإحصائيات

### النادي
| النادي   | الموسم   | الدوري                | الدوري | الدوري  | كاس الرابطة المصرية | كاس الرابطة المصرية | كأس مصر | كأس مصر | افريقيا | افريقيا | أخرى   | أخرى    | المجموع | المجموع |
| النادي   | الموسم   | الدرجة                | الظهور | الأهداف | الظهور              | الأهداف             | الظهور  | الأهداف | الظهور  | الأهداف | الظهور | الأهداف | الظهور  | الأهداف |
| -------- | -------- | --------------------- | ------ | ------- | ------------------- | ------------------- | ------- | ------- | ------- | ------- | ------ | ------- | ------- | ------- |
| الاهلي   | 2019–20  | الدوري المصري الممتاز | 1      | 0       | —                   | —                   | —       | —       | —       | —       | —      | —       | 1       | 0       |
| الاهلي   | 2020–21  | الدوري المصري الممتاز | 0      | 0       | 1                   | 0                   | —       | —       | —       | —       | —      | —       | 1       | 0       |
| الاهلي   | 2021–22  | الدوري المصري الممتاز | 1      | 0       | 0                   | 0                   | —       | —       | —       | —       | —      | —       | 1       | 0       |
| الاهلي   | المجموع  | المجموع               | 2      | 0       | 1                   | 0                   | —       | —       | —       | —       | —      | —       | 3       | 0       |
| الإجمالي | الإجمالي | الإجمالي              | 2      | 0       | 1                   | 0                   | 0       | 0       | 0       | 0       | 0      | 0       | 3       | 0       |

## الإنجازات

### الأهلي
- الدوري المصري الممتاز: 2022–23، 2023–24
- كأس مصر: 2021–22، 2022–23
- كأس السوبر المصري: 2023–24
- دوري أبطال إفريقيا: 2022–23، 2023–24

### فردياً
- أفضل حارس مرمى في كأس الأمم الإفريقية تحت 23 سنة: 2023